# Deux Rouquines dans la bagarre
Pour plus de détails, voir Fiche technique et Distribution.
Deux Rouquines dans la bagarre (titre original : Slightly Scarlet) est un film américain réalisé par Allan Dwan, sorti en 1956.

## Synopsis
June Lyons (Rhonda Fleming) récupère sa sœur Dorothy (Arlene Dahl) à la sortie de prison où elle était incarcérée pour vol. À leur insu, les deux rouquines sont photographiées par un homme mystérieux. June est la secrétaire de Jansen (Kent Taylor), candidat à la mairie de la ville. Celui-ci veut engager la lutte contre la corruption de la cité et, en particulier, contre le gangster Caspar (Ted de Corsia) qu'il accuse d'activités criminelles. Ben Grace (John Payne), un des adjoints du fameux caïd et celui qui, précisément, a photographié les deux sœurs, cherche à exploiter cette situation pour supplanter son chef. Il fournit ainsi de précieux renseignements à Dorothy afin qu'elle les transmette à Jansen. Il la prévient notamment que Caspar risque de s'en prendre à Marlowe (Roy Gordon), le directeur d'un journal menant campagne contre le banditisme. En effet, ce dernier est alors assassiné. Quant à Jansen, il est bientôt élu à la mairie. Caspar doit donc s'éloigner et Ben Grace prend, de fait, le contrôle de ses activités illégales. Il s'éprend également de June Lyons que Jansen convoite en la demandant en mariage. June, dont la sœur est kleptomane, demande un jour à Ben de faire relâcher Dorothy qui vient, à nouveau, d'être arrêtée. Ben fait intervenir son ami Dietz (Frank Gerstle) qu'il avait aidé à devenir shérif. Jansen réprimande alors Dietz et exige que clarté soit faite. June commence à ouvrir les yeux et soupçonne Ben d'activités malhonnêtes. Dorothy, pour sa part, devra se présenter devant la justice. Mécontente et jalouse de sa sœur, elle entre en conflit avec elle. Les deux jeunes femmes s'engagent alors dans un combat sans merci...

## Fiche technique
- Titre : Deux Rouquines dans la bagarre
- Titre original : Slightly Scarlet (en français : Légèrement écarlate)
- Réalisation : Allan Dwan
- Scénario : Robert Blees d'après le roman Le Bluffeur (Love's Lovely Counterfeit) de James M. Cain
- Production : Benedict Bogeaus
- Société de production : Benedict Bogeaus Production (Filmcrest Productions)
- Musique : Louis Forbes
- Image : John Alton
- Montage : James Leicester
- Direction artistique : Van Nest Polglase
- Décors : Alfred E. Spencer
- Costumes : Arlene Dahl et Norma Koch (non créditée)
- Format : Couleur (Technicolor) - Son : Mono (RCA Sound Recording)
- Genre : film noir
- Durée : 99 minutes
- Pays de production :  États-Unis
- Dates de sortie :
  - États-Unis : 29 février 1956
  - France : 31 août 1956

## Distribution
- John Payne (VF : Raymond Loyer) : Ben Grace
- Rhonda Fleming (VF : Nadine Alari) : June Lyons
- Arlene Dahl (VF : Joëlle Janin) : Dorothy Lyons
- Kent Taylor (VF : Jacques Berlioz) : Frank Jansen
- Ted de Corsia (VF : Michel Gudin) : Solly Caspar
- Lance Fuller (VF : Jacques Beauchey) : Gauss
- Buddy Baer (VF : Marcel Bozzuffi) : Lenhardt
- Roy Gordon (VF : Maurice Dorléac) : Norman Marlowe
- Frank Gerstle (VF : Jean-Claude Michel) : Dave Dietz
- Ellen Corby (VF : Hélène Tossy) : Martha
- Myron Healey (VF : Michel Cogoni) : Williams
- Thayer Roberts : Ames
- Gloria Victor : secrétaire de Marlowe
- George E. Stone : un gangster
- Murray Alper : Hood

## À noter
- L'adaptation de Love's Lovely Counterfeit de James M. Cain, réalisée par Allan Dwan, se différencie nettement du roman. Dans ce dernier, Dorothy Lyons apparaît beaucoup plus tard dans l'intrigue et devient ensuite la maîtresse de Ben Grace. Alors que dans le film, Ben reste fidèle à June, la sœur de Dorothy. En outre, on ne peut nier que Dorothy, beaucoup moins importante au niveau du récit, demeure cependant le personnage le plus éblouissant du film : « névrosée, nymphomane et kleptomane, presque contemporaine du terrifiant Whirlpool de Preminger »[1], elle est « métamorphosée en héroïne de conte érotique. »[2]
- Il revenait, par ailleurs, au vétéran Allan Dwan « de se pencher sur un mystère inédit : le combat de la rousse contre la rousse, ou plutôt leur alliance », écrit Hélène Frappat qui prévient aussitôt : « Et pourtant, la rivalité des deux sœurs [...] est peut-être l'une des plus étranges et fascinantes fausses-pistes de ce film qui en contient tant. »[1]
- En vérité, ce drôle de film noir en couleurs « illuminé par le travail de John Alton, se trouve transformé en féerie visuelle où la beauté, la magnificence du monde - ainsi cette plage nocturne, ces rochers battus par les vagues sur lesquels est construite la villa du gangster - ont plus d'importance que l'action, que les personnages et que le genre lui-même », estime Jacques Lourcelles. Celui-ci ajoute encore : « Dans cette ville corrompue servant de décor à l'action, le ver est dans le fruit mais, dans une certaine mesure, il sert à souligner la splendeur du fruit [...] »[2].
- « Et de ce faux film noir, le spectateur gardera éternellement en mémoire la présence, aussi juste que déplacée, des énormes bouquets qui transforment chaque intérieur en jardin exotique, à l'image du film tout entier, fleur bizarre qui semble poussée au milieu d'aucun jardin de ce monde », conclut Hélène Frappat[1].
- Le film était également très attendu pour l'affrontement supposé entre les deux reines rousses flamboyantes de la série B qu'étaient Arlene Dahl et Rhonda Fleming. Le titre français l'annonce d'ailleurs honnêtement... Mais il n'en sera finalement rien ! Dahl proposa à Fleming de jouer laquelle des deux sera la première sur l'affiche, aux cartes, et gagna. Bonne gagnante, elle demanda alors que Fleming soit la première sur le générique de film. Cette dernière en fut très touchée et les deux actrices devinrent de grandes amies.